# Mochlosoma mexicanum
Mochlosoma mexicanum là một loài ruồi trong họ Tachinidae.